# Kirio Urayama

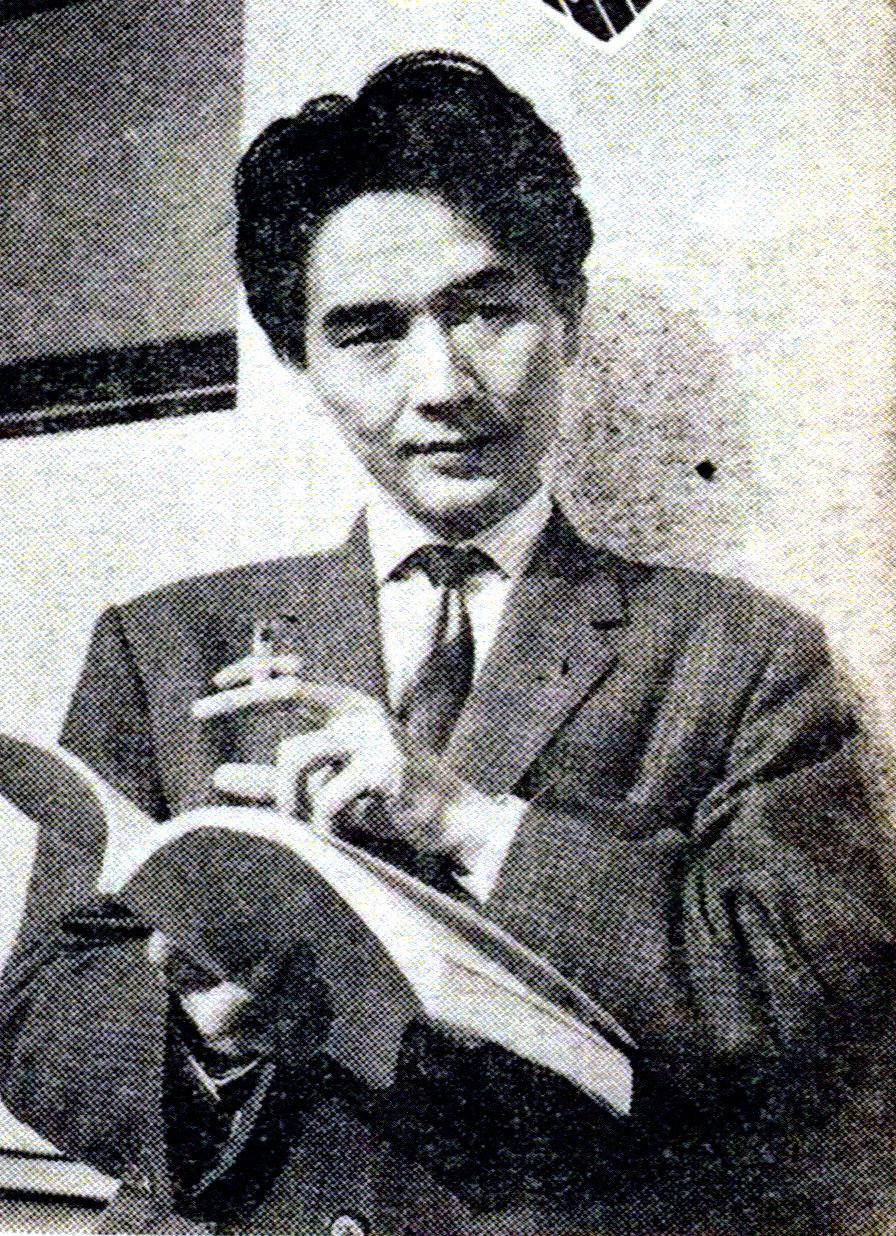
Kirio Urayama

Kirio Urayama (japanisch 浦山 桐郎; geboren 14. Dezember 1930 in Aioi (Präfektur Hyōgo); gestorben 20. Oktober 1985) war ein japanischer Filmregisseur und Drehbuchautor in der Shōwa-Zeit.

## Leben und Wirken
Kirio Urayama trat nach seinem Abschluss im Fach Romanistik an der Universität Nagoya 1954 in das Filmunternehmen Nikkatsu ein, wo er als Regieassistent unter Kawashima Yūzō und Imamura Shōhei arbeitete. Aufsehen erregte 1962 gleich sein erstes Werk Kyūpora no aru machi (キューポラのある街) – Die Vorstadt mit den [Gießerei-]Kuppeln, das erfrischend eine Gruppe von Jungen und Mädchen darstellte, die in Armut leben, ohne in die offizielle Gesellschaftskritik zu verfallen. Die Hauptrolle spielte Sayuri Yoshinaga, Imamura war am Drehbuch beteiligt.
Urayama nutzte literarische Werke als Hauptthema. Er stellte den Menschen und die Gesellschaft aus ethischer Sicht dar, auch war er für sein wortkarges Werk bekannt. Das lebenstheoretische Thema „Wie zu leben“ wurde durch die emotionale Betonung des weinenden Abschieds der weiblichen Protagonistin in Jugendliche Kriminelle (1963) und der stillen Traurigkeit der verlassenen Frau in Die Frau, die ich verlassen habe (1969) nach einem Roman von Endō Shūsaku weiter verfolgt. Die Verfilmungen der Romane des Schriftstellers Itsuki Hiroyuki Das Tor zur Jugend (1975) und Das Tor zur Jugend – Unabhängigkeit (1977) beschäftigten sich facettenreich mit ähnlichen Fragen.
Der dramatische Liebesfilm Die Dunkelkammer (1983) basiert auf einem preisgekrönten Roman von Yoshiyuki Junnosuke. Er wurde anlässlich des 70-jährigen Bestehens von Nikkatsu gedreht. Ein weiteres Spätwerk Urayamas ist das Tagebuch der Yumechiyo (1985).

## Filme
- „Kyūpora no aru mach“ (キューポラのある街) – „Die Vorstadt mit den Kuppeln“ 1962
- „Hikō shōjo“ (非行少女) – „Straffällige Mädchen“ 1963
- „Watashi ga suteta onna“ (私が棄てた女) – „Die Frau, die ich verlassen habe“ 1969
- „Seishun no mon“ (青春の門) – „Das Tor zur Jugend“ 1975
- „Seishun no mon – dokuristu-hen“ (青春の門　自立篇) – „Das Tor zur Jugend – die Selbstständigkeit“ 1977
- „Tatsu no Kotarō“ (龍の子太郎) – „Taro, der kleine Drachenjunge“, eine Animationsfilm 1979
- „Taiyō no ko Tedanofua“ (太陽の子てだのふあ) – „Sonnenkind Tedanofua“ 1980
- „Anshitsu“ (暗室) – „Dunkelkammer“ 1983
- „Yumechiyo nikki“ (夢千代日記) – „Tagebuch der Yumechiyo“ 1985